# Urzig
Urzig (ros. Урзиг) – wieś w Rosji, w Dagestanie, w rejonie tabasarańskim. W 2010 liczyła 349 mieszkańców, głównie Tabasaranów.